# Whararikistrand
Het Whararikistrand is een strand aan de Tasmanzee in Nieuw-Zeeland. Het strand ligt ten westen van Cape Farewell, het noordelijkste punt van het Zuidereiland van Nieuw-Zeeland.
Het zandstrand kan alleen worden bereikt via een wandelpad van 21 minuten. Dit pad begint aan het einde van Wharariki Road. Deze weg eindigt ongeveer 4 kilometer van de dichtstbijzijnde plek, het kleine dorpje ⁣⁣Pūponga⁣⁣.
Whararikistrand staat mogelijk het meest bekend om de Archway-eilanden, die vaak te zien zijn op foto's in landschapskalenders van Nieuw-Zeeland. Daarnaast is het ook de standaardafbeelding op het vergrendelscherm en een van de bureaubladachtergronden op het Windows 10-besturingssysteem van Microsoft.